# Lauraët
Lauraët ist eine südwestfranzösische Gemeinde mit 247 Einwohnern (Stand 1. Januar 2022) im Département Gers in der Region Okzitanien.

## Lage und Klima
Die Gemeinde liegt in der Weinbauregion Armagnac gut 12 km (Fahrtstrecke) südwestlich von Condom bzw. ca. 5 km südöstlich von Montréal in einer Höhe von ca. 170 m. Das Klima ist gemäßigt bis warm; Regen (ca. 780 mm/Jahr) fällt übers Jahr verteilt.

## Bevölkerungsentwicklung
| Jahr                       | 1800 | 1851 | 1901 | 1954 | 1999 | 2019 |
| Einwohner                  | 391  | 488  | 391  | 344  | 207  | 253  |
| Quellen: Cassini und INSEE |      |      |      |      |      |      |

Die Reblauskrise und die zunehmende Mechanisierung der Landwirtschaft sind die wichtigsten Gründe für den seit der zweiten Hälfte des 19. Jahrhunderts jahrzehntelang anhaltenden Bevölkerungsrückgang.

## Geschichte
Lauraët liegt an einer Nebenstrecke der von Le Puy ausgehenden Via Podiensis zwischen den Orten Condom und Eauze. 

## Sehenswürdigkeiten
Die dem hl. Lupercus geweihte kleine Dorfkirche St Luperc stammt aus dem 15. Jahrhundert, wurde aber im 19. Jahrhundert grundlegend restauriert, wobei der Glockenturm (clocher) komplett neu errichtet wurde. Der im Innern befindliche Schnitzaltar und der Tabernakel sind als Monuments historiques klassifiziert.